# María Juliana Ruiz
María Juliana Ruiz Sandoval (Bogotá, 25 de mayo de 1978) es una abogada colombiana, reconocida por haber sido primera dama de Colombia. Está casada con Iván Duque Márquez, quien fue presidente del país desde 2018 hasta 2022. En septiembre de 2022 se convirtió en coordinadora de la red mundial de primeras damas en la organización sin ánimo de lucro One Young World.

## Biografía
Nació en la ciudad de Bogotá en 1978, hija de Luis Fernando Ruiz y Gloria Sandoval. Realizó sus estudios básicos en el Colegio Marymount y más tarde ingresó en la Universidad Javeriana, donde estudió derecho. Tras finalizar sus estudios de pregrado se trasladó a París para estudiar en el Institut Catholique. Más adelante se mudó a Washington, obteniendo una Maestría en Leyes con Énfasis en Negocios Internacionales en la Universidad Americana.

### Trayectoria
Viviendo en Washington, Ruiz logró vincularse profesionalmente a la OEA, donde trabajó durante más de una década inicialmente atendiendo diferentes tareas y más adelante de la mano del Secretario General y el Secretario General Adjunto, liderando proyectos y comisiones del organismo.
Luego de su experiencia en los Estados Unidos regresó a su país natal para vincularse a la Clínica Shaio, donde se desempeñó como Secretaria General hasta que en 2018 asumió como primera dama de la nación, cuando su esposo Iván Duque Márquez fue elegido Presidente de Colombia sucediendo a Juan Manuel Santos.

### Primera dama de Colombia

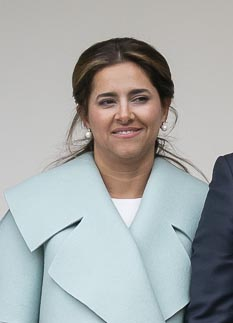
Ruiz de Duque en Washington, 2019.

Desde su posición como primera dama, Ruiz lideró diversos proyectos sociales, entre los que destaca la Gran Alianza por la Nutrición, una iniciativa que pretende mitigar el impacto de la malnutrición infantil en el país. En septiembre de 2022 fue nombrada coordinadora de la red mundial de primeras damas en la organización sin ánimo de lucro One Young World. La designación ocurrió en el marco de la Cumbre Mundial por la Juventud en Mánchester, Reino Unido.

## Vida privada
Ruiz conoció a Iván Duque Márquez en su juventud. Años más tarde inició una relación sentimental con él mientras vivía en la ciudad de Washington. La pareja se casó el 15 de febrero de 2003 y regresó a Colombia cuando Duque decidió postularse al Senado de la República. En Washington nacieron sus tres hijos: Luciana, Eloísa y Matías.